# Awdijiwśke
Awdijiwśke (ukr. Авдіївське, do 2024 Perwomajśke) – wieś na Ukrainie, w obwodzie donieckim, w rejonie pokrowskim. W 2001 liczyła 2208 mieszkańców, spośród których 738 posługiwało się językiem ukraińskim, 1453 rosyjskim, 1 bułgarskim, 1 białoruskim, 7 ormiańskim, a 8 innym.